# 1113 Katja
1113 Katja là một tiểu hành tinh vành đai chính bay quanh Mặt Trời. Nó được phát hiện bởi Pelageya Fedorovna Shajn ngày 15 tháng 8 năm 1928 ở Simeis. Nó được phát hiện độc lập ngày August 24 bởi M.F. Wolf ở Heidelberg, Đức. Tên ban đầu của nó là 1928 QC. Nó được đặt theo tên của Katja Iosko.